# Port lotniczy Agadir-Al Massira

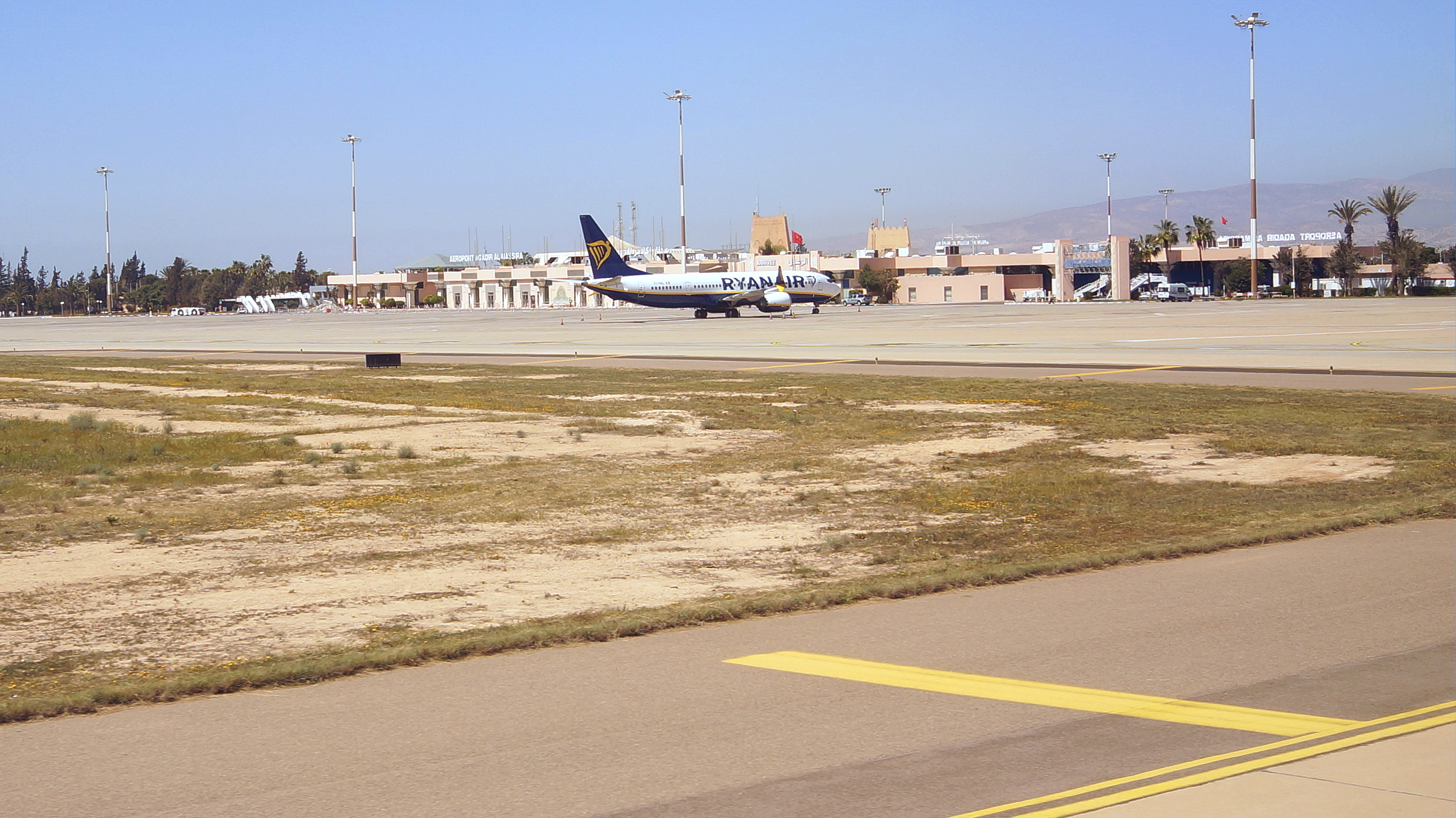
Płyta postojowa

Port lotniczy Agadir-Al Massira (IATA: AGA, ICAO: GMAD) – port lotniczy położony 22 km od Agadiru, w regionie Sus-Masa-Dara, w Maroku.

## Infrastruktura
Droga startowa o wymiarach 3200 na 45 metrów pozwala na lądowanie samolotów wielkości Boeinga 747. Płyta postojowa o powierzchni 170 000 metrów kwadratowych pozwala na jednoczesne przebywanie na niej 10 samolotów Boeing 737 lub 3 samolotów Boeing 747. Lotnisko posiada system ILS klasy drugiej wspomagający radionawigację przy pomocy systemów VOR, DME i NDB.

## Terminal
Całkowita powierzchnia terminalu wynosi 26 550 metrów kwadratowych. Jest on przystosowany do obsługi 3 milionów pasażerów rocznie. Znajduje się w nim jedna duża poczekalnia, podzielona na dwie części – do obsługi lotów krajowych i do obsługi lotów międzynarodowych. 

## Linie lotnicze i połączenia
| Linia lotnicza               | Kierunek |
| ---------------------------- | --- |
| Air Arabia Maroc             | 1. Fez 2. Rabat 3. Tanger |
| Air Baltic                   | Sezonowo: 1. Ryga |
| Binter Canarias              | 1. Gran Canaria |
| British Airways              | 1. Londyn-Gatwick |
| Bulgaria Air                 | Sezonowe czartery: 1. Sofia |
| Condor Flugdienst            | Sezonowo: 1. Düsseldorf 2. Frankfurt 3. Hamburg 4. Monachium |
| easyJet                      | 1. / Bazylea 2. Genewa 3. Lizbona 4. Londyn-Gatwick 5. Londyn-Luton 6. Manchester 7. Nicea (od 3 września 2024) Sezonowo: 1. Glasgow 2. Lyon 3. Paryż-Charles de Gaulle |
| Edelweiss Air                | Sezonowo: 1. Zurych |
| Eurowings                    | Sezonowo: 1. Düsseldorf 2. Praga |
| Jet2.com                     | 1. Birmingham (od 3 października 2024) 2. Bristol (od 6 października 2024) 3. Glasgow (od 4 października 2024) 4. Leeds/Bradford (od 3 października 2024) 5. Londyn-Stansted (od 3 października 2024) 6. Manchester (od 3 października 2024) |
| Luxair                       | 1. Luksemburg |
| Royal Air Maroc              | 1. Casablanca 2. / Ad-Dachla 3. / Al-Ujun 4. Paryż-Orly |
| Royal Air Maroc Express      | 1. Casablanca |
| Ryanair                      | 1. Paryż-Beauvais 2. Mediolan-Bergamo 3. Birmingham 4. Bordeaux 5. Bournemouth 6. Bruksela-Charleroi 7. Kolonia/Bonn 8. Dublin 9. Edynburg 10. Fez 11. Frankfurt-Hahn 12. Kraków 13. Londyn-Stansted 14. Manchester 15. Marsylia 16. Oujda 17. Perpignan 18. Strasburg 19. Tanger 20. Teneryfa-Południe 21. Tuluza 22. Wiedeń 23. Weeze 24. Wrocław Sezonowo: 1. Lizbona 2. Madryt 3. Nantes 4. Porto 5. Walencja |
| Scandinavian Airlines System | Sezonowo: 1. Kopenhaga 2. Sztokholm-Arlanda |
| TAP Portugal                 | Sezonowo: 1. Lizbona (powrót od 3 czerwca 2024) |
| Transavia.com                | 1. Lyon 2. Nantes 3. Paryż-Orly |
| TUI Airways                  | 1. Birmingham 2. Londyn-Gatwick 3. Manchester 4. Newcastle (od 1 maja 2025) |
| TUI fly Belgium              | 1. Bruksela 2. Lille 3. Paryż-Orly |
| TUI fly Deutschland          | 1. Düsseldorf 2. Frankfurt |
| Vueling Airlines             | 1. Paryż-Orly |
| Wizz Air                     | Sezonowo: 1. Londyn-Gatwick 2. Warszawa-Okęcie |

## Statystyki ruchu
| Rok               | 2008      | 2007      | 2006      | 2005      | 2004      | 2003    | 2002    |
| ----------------- | --------- | --------- | --------- | --------- | --------- | ------- | ------- |
| Operacje lotnicze | 12 618    | 14 161    | 15 221    | 14 418    | 13 441    | 12 670  | 12 805  |
| Pasażerowie       | 1 455 194 | 1 502 094 | 1 433 353 | 1 315 752 | 1 160 127 | 975 181 | 934 433 |
| Cargo (tony)      | 1165,8    | 1145,4    | 589,6     | 714.1     | 1723,4    | 1328,1  | 1708,7  |